# 도봉고등학교
도봉고등학교(道峰高等學校)는 서울특별시 도봉구 도봉동에 있었던 공립 고등학교이다.

## 학교 연혁
- 2003년 12월 30일 : 도봉고등학교 30학급 설립인가
- 2004년 3월 1일 : 제1대 임재수 교장 취임
- 2004년 3월 2일 : 제1회 신입생 9학급 325명 입학
- 2007년 2월 7일 : 제1회 졸업식 307명
- 2010년 3월 1일 : 자율형공립고 지정(~2014년)
- 2015년 3월 1일 : 일반고 전환
- 2018년 2월 5일 : 제12회 졸업식 107명(누적졸업생 2,635명)
- 2018년 3월 1일 : 제6대 박준기 교장 취임
- 2018년 3월 2일 : 제15회 신입생 5학급 85명 입학
- 2024년 2월 29일 : 20년만에 폐교

## 참고 자료
- 도봉고등학교 - 한국교육학술정보원 학교알리미